# Бонкова
Бонкова (пол. Bąkowa) — село в Польщі, у гміні Цепелюв Ліпського повіту Мазовецького воєводства.
Населення — 354 особи (2011).
У 1975—1998 роках село належало до Радомського воєводства.

## Демографія
Демографічна структура станом на 31 березня 2011 року:
|          | Загалом | Допрацездатний вік | Працездатний вік | Постпрацездатний вік |
| -------- | ------- | ------------------ | ---------------- | -------------------- |
| Чоловіки | 180     | 33                 | 122              | 25                   |
| Жінки    | 174     | 27                 | 104              | 43                   |
| Разом    | 354     | 60                 | 226              | 68                   |